# Moonfall
Moonfall är en amerikansk science fiction-film från 2022. Den är regisserad av Roland Emmerich, som även har skrivit manus tillsammans med Harald Kloser och Spenser Cohen.
Filmen hade premiär i Sverige den 4 februari 2022, utgiven av Noble Entertainment.

## Handling
Månen drabbas av en mystisk kraft som gör att den lämnar sin omloppsbana och börjar åka mot jorden. En grupp otippade hjältar får uppdraget att fara ut i rymden för att rädda planeten från en total utplåning.

## Rollista (i urval)
- Halle Berry – Jocinda "Jo" Fowler
- Patrick Wilson – Brian Harper
- John Bradley – K. C. Houseman
- Michael Peña – Tom Lopez
- Charlie Plummer – Sonny Harper
- Kelly Yu – Michelle
- Donald Sutherland – Holdenfield
- Eme Ikwuakor – Doug Davidson
- Carolina Bartczak – Brenda Lopez
- Maxim Roy – Captain Gabriella Auclair
- Stephen Bogaert – Albert Hutchings